# Formule 1 in 2016

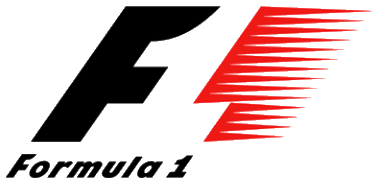
Formule 1 logo

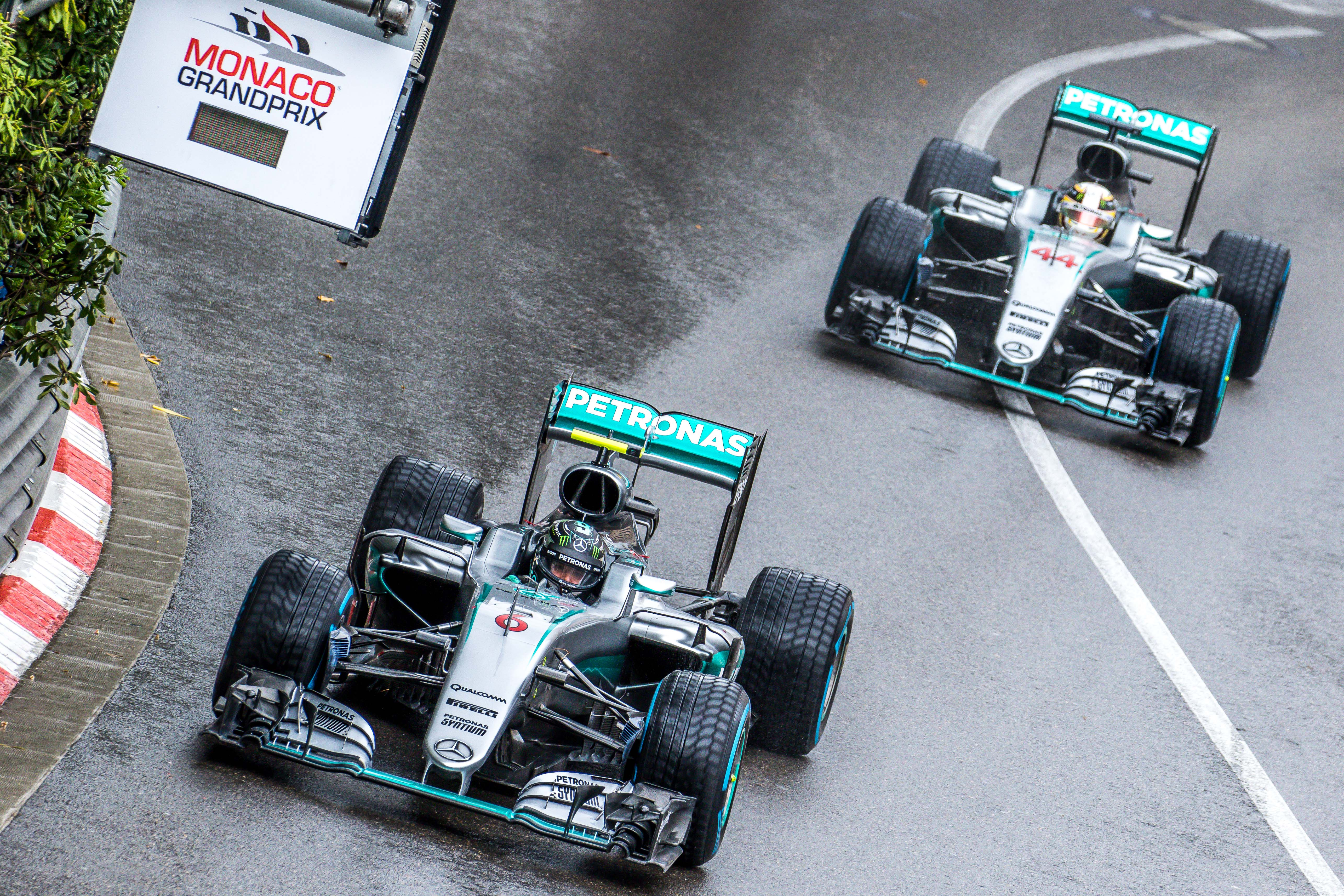
Mercedes, wereldkampioen bij de constructeurs

Het Formule 1-seizoen 2016 was het 67ste seizoen van het FIA Formula One World Championship. Het startte op 20 maart en eindigde op 27 november na eenentwintig races.
Lewis Hamilton was de verdedigend kampioen bij de coureurs en zijn team Mercedes bij de constructeurs. Tijdens het seizoen 2016 werden 21 grands prix verreden. De Grand Prix van Australië was op 20 maart de eerste race en het seizoen werd afgesloten op 27 november tijdens de Grand Prix van Abu Dhabi.
Mercedes werd bij de Grand Prix van Japan gekroond tot kampioen bij de constructeurs. Hun coureurs Nico Rosberg en Lewis Hamilton waren tot de laatste race van het seizoen in de strijd om de wereldtitel bij de coureurs, waarbij Rosberg voor het eerst in zijn carrière kampioen werd.

## Algemeen

### Banden
Nieuw in 2016 is de "ultrasoft"-band van Pirelli, een compound die nog zachter is dan de "supersoft" en die een paarse markering krijgt. Pirelli beslist voorafgaande aan de race welke drie compounds gedurende een raceweekend gebruikt gaan worden. De FIA-reglementen schrijven voor dat coureurs minimaal twee verschillende compounds moeten gebruiken tijdens een race.
Gedurende een raceweekend mogen teams dertien setjes banden gebruiken. Pirelli wijst vervolgens, voor iedere auto, twee sets banden aan die bewaard moeten worden voor de race. Daarnaast is er één setje, van het zachtste compound, dat alleen in Q3 gebruikt mag worden. Er blijven dan nog tien setjes over, van drie verschillende compounds.
Naast de droogweerbanden zijn er nog "intermediates" en "full wets" voor gebruik bij lichte of zware regenval.

### Kwalificatie
Er werd een voorstel voor een aangepaste kwalificatie ingediend. De kwalificatie zou nog steeds een uur duren en bestond nog steeds uit drie delen: Q1, Q2 en Q3. Waar eerder aan het einde van Q1 en Q2 coureurs afvielen op basis van hun genoteerde tijd aan het einde van de sessie, zou dat nu gedurende de sessie gebeuren.
Q1, het eerste deel van de kwalificatie zou zestien minuten duren. Na zeven minuten begon de afvalrace en had de langzaamste coureur 90 seconden om zijn tijd te verbeteren. Zo niet dan diende hij de baan te verlaten. Iedere anderhalve minuut later viel er weer een coureur af, totdat er vijftien coureurs overbleven.
Q2 duurde een kwartier en na zes minuten begon de afvalrace. Dit ging zo door totdat er acht coureurs overbleven.
Q3 duurde veertien minuten en na vijf minuten had de langzaamste coureur 90 seconden om zijn tijd te verbeteren. Lukte dit niet dan viel hij af. De sessie ging door waarbij elke 90 seconde een rijder afviel totdat er met anderhalve minuut te gaan nog twee coureurs over waren.
Op vrijdag 4 maart werd er door de World Motor Sport Council (WMSC) groen licht gegeven voor het invoeren van dit nieuwe kwalificatiesysteem. Het nieuwe systeem werd tijdens de eerste GP van 2016, in Australië, toegepast, maar kreeg meteen veel kritiek te verwerken. Het nieuwe systeem zorgde ervoor dat er in Q2 en Q3 van de GP van Australië aan het einde van de sessie niemand meer de baan opkwam. De spanning die het nieuwe systeem zou moeten brengen kwam er niet. Gelijk na de kwalificatie kwamen de teams bij elkaar en werd er op 20 maart besloten om de FIA te verzoeken om weer terug te gaan naar het oude systeem tijdens de eerstvolgende race in Bahrein.
De FIA ging echter niet akkoord met het herinvoeren van het oude systeem. Na de GP van Bahrein is er alsnog voor gekozen het oude kwalificatiesysteem terug te brengen. Dit gebeurde bij de GP van China.

## Kalender

Landen die in 2016 een Grand Prix organiseerden zijn getoond in het groen, voormalige organiserende landen zijn getoond in het donkergrijs.

Voor het eerst in de historie van de Formule 1 staan er 21 races op de kalender. In 2016 is het Baku City Circuit toegevoegd als nieuw Formule 1-circuit.
| GP nr. | Ronde | Grand Prix                 | Circuit                            | Plaats            | Datum        |
| ------ | ----- | -------------------------- | ---------------------------------- | ----------------- | ------------ |
| 936    | 1     | GP van Australië           | Albert Park                        | Melbourne         | 20 maart     |
| 937    | 2     | GP van Bahrein             | Bahrain International Circuit      | Sakhir            | 3 april      |
| 938    | 3     | GP van China               | Shanghai International Circuit     | Shanghai          | 17 april     |
| 939    | 4     | GP van Rusland             | Sochi Autodrom                     | Sotsji            | 1 mei        |
| 940    | 5     | GP van Spanje              | Circuit de Barcelona-Catalunya     | Montmeló          | 15 mei       |
| 941    | 6     | GP van Monaco              | Circuit de Monaco                  | Monte Carlo       | 29 mei       |
| 942    | 7     | GP van Canada              | Circuit Gilles Villeneuve          | Montreal (Quebec) | 12 juni      |
| 943    | 8     | GP van Europa              | Baku City Circuit                  | Bakoe             | 19 juni      |
| 944    | 9     | GP van Oostenrijk          | Red Bull Ring                      | Spielberg         | 3 juli       |
| 945    | 10    | GP van Groot-Brittannië    | Silverstone Circuit                | Silverstone       | 10 juli      |
| 946    | 11    | GP van Hongarije           | Hungaroring                        | Mogyoród          | 24 juli      |
| 947    | 12    | GP van Duitsland           | Hockenheimring                     | Hockenheim        | 31 juli      |
| 948    | 13    | GP van België              | Circuit de Spa-Francorchamps       | Stavelot          | 28 augustus  |
| 949    | 14    | GP van Italië              | Autodromo Nazionale Monza          | Monza             | 4 september  |
| 950    | 15    | GP van Singapore           | Marina Bay Street Circuit          | Singapore         | 18 september |
| 951    | 16    | GP van Maleisië            | Sepang International Circuit       | Sepang            | 2 oktober    |
| 952    | 17    | GP van Japan               | Suzuka International Racing Course | Suzuka            | 9 oktober    |
| 953    | 18    | GP van de Verenigde Staten | Circuit of the Americas            | Austin (Texas)    | 23 oktober   |
| 954    | 19    | GP van Mexico              | Autódromo Hermanos Rodríguez       | Mexico-Stad       | 30 oktober   |
| 955    | 20    | GP van Brazilië            | Autódromo José Carlos Pace         | São Paulo         | 13 november  |
| 956    | 21    | GP van Abu Dhabi           | Yas Marina Circuit                 | Yas               | 27 november  |

### Kalenderwijzigingen in 2016
- De Grand Prix van Rusland is verplaatst van oktober naar mei.
- De Grand Prix van Europa staat voor het eerst sinds 2012 op de kalender op een nieuw Baku City Circuit in Bakoe, de hoofdstad van Azerbeidzjan.
- De Grand Prix van Duitsland maakt zijn terugkeer op de kalender op de Hockenheimring, nadat in 2015 vanwege financiële problemen de race niet gehouden kon worden op de Nürburgring.
- De Grand Prix van Maleisië is verplaatst van maart naar oktober.

### Testsessies
Van 22 tot en met 25 februari en van 1 tot en met 4 maart waren er testsessie op het Circuit de Barcelona-Catalunya.

## Ingeschreven teams en coureurs
De volgende teams en coureurs namen deel aan het 'FIA Wereldkampioenschap F1' 2016. Alle teams reden met banden geleverd door Pirelli.
| Inschrijving                           | Constructeur         | Chassis       | Motor                  | Nr. | Coureur           | Ronde   | Nr. | Coureur vrije training | Ronde               |
| -------------------------------------- | -------------------- | ------------- | ---------------------- | --- | ----------------- | ------- | --- | ---------------------- | ------------------- |
| Scuderia Ferrari                       | Ferrari              | SF16-H        | Ferrari 061            | 5   | Sebastian Vettel  | Alle    |     |                        |                     |
| Scuderia Ferrari                       | Ferrari              | SF16-H        | Ferrari 061            | 7   | Kimi Räikkönen    | Alle    |     |                        |                     |
| Sahara Force India Formula One Team    | Force India-Mercedes | VJM09         | Mercedes PU106C Hybrid | 11  | Sergio Pérez      | Alle    | 34  | Alfonso Celis Jr.      | 2, 4, 9, 14, 18, 21 |
| Sahara Force India Formula One Team    | Force India-Mercedes | VJM09         | Mercedes PU106C Hybrid | 27  | Nico Hülkenberg   | Alle    | 34  | Alfonso Celis Jr.      | 2, 4, 9, 14, 18, 21 |
| Haas F1 Team                           | Haas-Ferrari         | VF-16         | Ferrari 061            | 8   | Romain Grosjean   | Alle    | 50  | Charles Leclerc        | 10–12, 20           |
| Haas F1 Team                           | Haas-Ferrari         | VF-16         | Ferrari 061            | 21  | Esteban Gutiérrez | Alle    | 50  | Charles Leclerc        | 10–12, 20           |
| McLaren Honda Formula 1 Team           | McLaren-Honda        | MP4-31        | Honda RA616H           | 14  | Fernando Alonso   | 1, 3–21 |     |                        |                     |
| McLaren Honda Formula 1 Team           | McLaren-Honda        | MP4-31        | Honda RA616H           | 47  | Stoffel Vandoorne | 2       |     |                        |                     |
| McLaren Honda Formula 1 Team           | McLaren-Honda        | MP4-31        | Honda RA616H           | 22  | Jenson Button     | Alle    |     |                        |                     |
| Mercedes AMG Petronas Formula One Team | Mercedes             | F1 W07 Hybrid | Mercedes PU106C Hybrid | 6   | Nico Rosberg      | Alle    |     |                        |                     |
| Mercedes AMG Petronas Formula One Team | Mercedes             | F1 W07 Hybrid | Mercedes PU106C Hybrid | 44  | Lewis Hamilton    | Alle    |     |                        |                     |
| Manor Racing MRT                       | MRT-Mercedes         | MRT05         | Mercedes PU106C Hybrid | 88  | Rio Haryanto      | 1-12    | 42  | Jordan King            | 18, 21              |
| Manor Racing MRT                       | MRT-Mercedes         | MRT05         | Mercedes PU106C Hybrid | 31  | Esteban Ocon      | 13-21   | 42  | Jordan King            | 18, 21              |
| Manor Racing MRT                       | MRT-Mercedes         | MRT05         | Mercedes PU106C Hybrid | 94  | Pascal Wehrlein   | Alle    | 42  | Jordan King            | 18, 21              |
| Red Bull Racing                        | Red Bull-TAG Heuer   | RB12          | TAG Heuer F1-2016      | 3   | Daniel Ricciardo  | Alle    |     |                        |                     |
| Red Bull Racing                        | Red Bull-TAG Heuer   | RB12          | TAG Heuer F1-2016      | 26  | Daniil Kvjat      | 1-4     |     |                        |                     |
| Red Bull Racing                        | Red Bull-TAG Heuer   | RB12          | TAG Heuer F1-2016      | 33  | Max Verstappen    | 5-21    |     |                        |                     |
| Renault Sport Formula One Team         | Renault              | RS16          | Renault RE16           | 20  | Kevin Magnussen   | Alle    | 45  | Esteban Ocon           | 5, 10–12            |
| Renault Sport Formula One Team         | Renault              | RS16          | Renault RE16           | 30  | Jolyon Palmer     | Alle    | 46  | Sergej Sirotkin        | 4, 20               |
| Sauber F1 Team                         | Sauber-Ferrari       | C35           | Ferrari 061            | 9   | Marcus Ericsson   | Alle    |     |                        |                     |
| Sauber F1 Team                         | Sauber-Ferrari       | C35           | Ferrari 061            | 12  | Felipe Nasr       | Alle    |     |                        |                     |
| Scuderia Toro Rosso                    | Toro Rosso-Ferrari   | STR11         | Ferrari 060            | 33  | Max Verstappen    | 1-4     |     |                        |                     |
| Scuderia Toro Rosso                    | Toro Rosso-Ferrari   | STR11         | Ferrari 060            | 26  | Daniil Kvjat      | 5-21    |     |                        |                     |
| Scuderia Toro Rosso                    | Toro Rosso-Ferrari   | STR11         | Ferrari 060            | 55  | Carlos Sainz jr.  | Alle    |     |                        |                     |
| Williams Martini Racing                | Williams-Mercedes    | FW38          | Mercedes PU106C Hybrid | 19  | Felipe Massa      | Alle    |     |                        |                     |
| Williams Martini Racing                | Williams-Mercedes    | FW38          | Mercedes PU106C Hybrid | 77  | Valtteri Bottas   | Alle    |     |                        |                     |

### Veranderingen bij de teams in 2016
- Haas debuteerde in de Formule 1, na oorspronkelijk in 2015 te zijn toegelaten.[31]
- Renault nam in 2016 het team van Lotus over en heeft voor het eerst sinds 2011 een fabrieksteam in de Formule 1.[23]
- De motor van Red Bull heeft de naam TAG Heuer gekregen, deze wordt gefabriceerd door Renault.[19]
- Toro Rosso reed in 2016 met een Ferrari motor uit 2015 in plaats van Renault.[27]
- Het Manor Marussia F1 Team veranderde de naam naar Manor Racing, waardoor Marussia uit de naamgeving van het team verdween.[32] Tevens stapte het team over van Ferrari-motoren naar Mercedes-motoren.[15] De eerste twaalf races nam het team deel onder de naam Pertamina Manor Racing MRT, de sponsor van Rio Haryanto uit Indonesië.

### Veranderingen bij de coureurs in 2016

#### Van team veranderd
- Romain Grosjean: Lotus-Mercedes → Haas-Ferrari[8]
- Kevin Magnussen: McLaren-Honda → Renault[24]

#### Nieuw / teruggekeerd in de Formule 1
- Esteban Gutiérrez: Formule 1 (testrijder Ferrari) → Haas-Ferrari[9]
- Jolyon Palmer: Formule 1 (testrijder Lotus-Mercedes) → Renault[25]
- Pascal Wehrlein: DTM (HWA AG) → Manor-Mercedes[18]
- Rio Haryanto: GP2 Series (Campos Racing) → Manor-Mercedes[16]

#### Uit de Formule 1
- Pastor Maldonado: Lotus-Mercedes → Testcoureur voor Pirelli in 2017[33]
- Roberto Merhi: Manor-Ferrari → FIA World Endurance Championship (Manor Motorsport)[34]
- Alexander Rossi: Manor-Ferrari → IndyCar Series (Bryan Herta Autosport with Andretti Autosport)[35]
- Will Stevens: Manor-Ferrari → FIA World Endurance Championship (Manor Motorsport)[36]

#### Tijdens het seizoen
- Als gevolg van een zwaar ongeluk tijdens de Grand Prix van Australië mocht McLaren-coureur Fernando Alonso niet deelnemen aan de daaropvolgende Grand Prix van Bahrein. Hij werd vervangen door testrijder Stoffel Vandoorne.[11]
- Op 5 mei 2016 werd bekendgemaakt dat Max Verstappen met directe ingang de vervanger werd van Red Bull Racing-rijder Daniil Kvjat. De laatste werd teruggeplaatst naar het team Scuderia Toro Rosso.[22]
- Manor F1 Team verving na de Grand Prix van Duitsland de Indonesiër Rio Haryanto door de Fransman Esteban Ocon, die eerder dat seizoen al diverse malen deelnam aan vrije trainingen voor Renault F1 Team.[37]

## Resultaten en klassement

### Grands Prix
| Ronde | Grand Prix                 | Poleposition     | Snelste ronde    | Winnende coureur | Winnende constructeur | Verslag |
| ----- | -------------------------- | ---------------- | ---------------- | ---------------- | --------------------- | ------- |
| 1     | GP van Australië           | Lewis Hamilton   | Daniel Ricciardo | Nico Rosberg     | Mercedes              | Verslag |
| 2     | GP van Bahrein             | Lewis Hamilton   | Nico Rosberg     | Nico Rosberg     | Mercedes              | Verslag |
| 3     | GP van China               | Nico Rosberg     | Nico Hülkenberg  | Nico Rosberg     | Mercedes              | Verslag |
| 4     | GP van Rusland             | Nico Rosberg     | Nico Rosberg     | Nico Rosberg     | Mercedes              | Verslag |
| 5     | GP van Spanje              | Lewis Hamilton   | Daniil Kvjat     | Max Verstappen   | Red Bull-TAG Heuer    | Verslag |
| 6     | GP van Monaco              | Daniel Ricciardo | Lewis Hamilton   | Lewis Hamilton   | Mercedes              | Verslag |
| 7     | GP van Canada              | Lewis Hamilton   | Nico Rosberg     | Lewis Hamilton   | Mercedes              | Verslag |
| 8     | GP van Europa              | Nico Rosberg     | Nico Rosberg     | Nico Rosberg     | Mercedes              | Verslag |
| 9     | GP van Oostenrijk          | Lewis Hamilton   | Lewis Hamilton   | Lewis Hamilton   | Mercedes              | Verslag |
| 10    | GP van Groot-Brittannië    | Lewis Hamilton   | Nico Rosberg     | Lewis Hamilton   | Mercedes              | Verslag |
| 11    | GP van Hongarije           | Nico Rosberg     | Kimi Räikkönen   | Lewis Hamilton   | Mercedes              | Verslag |
| 12    | GP van Duitsland           | Nico Rosberg     | Daniel Ricciardo | Lewis Hamilton   | Mercedes              | Verslag |
| 13    | GP van België              | Nico Rosberg     | Lewis Hamilton   | Nico Rosberg     | Mercedes              | Verslag |
| 14    | GP van Italië              | Lewis Hamilton   | Fernando Alonso  | Nico Rosberg     | Mercedes              | Verslag |
| 15    | GP van Singapore           | Nico Rosberg     | Daniel Ricciardo | Nico Rosberg     | Mercedes              | Verslag |
| 16    | GP van Maleisië            | Lewis Hamilton   | Nico Rosberg     | Daniel Ricciardo | Red Bull-TAG Heuer    | Verslag |
| 17    | GP van Japan               | Nico Rosberg     | Sebastian Vettel | Nico Rosberg     | Mercedes              | Verslag |
| 18    | GP van de Verenigde Staten | Lewis Hamilton   | Sebastian Vettel | Lewis Hamilton   | Mercedes              | Verslag |
| 19    | GP van Mexico              | Lewis Hamilton   | Daniel Ricciardo | Lewis Hamilton   | Mercedes              | Verslag |
| 20    | GP van Brazilië            | Lewis Hamilton   | Max Verstappen   | Lewis Hamilton   | Mercedes              | Verslag |
| 21    | GP van Abu Dhabi           | Lewis Hamilton   | Sebastian Vettel | Lewis Hamilton   | Mercedes              | Verslag |

### Puntentelling
Punten werden toegekend aan de top tien geklasseerde coureurs.
| Positie | 01e0 | 02e0 | 03e0 | 04e0 | 05e0 | 06e0 | 07e0 | 08e0 | 09e0 | 010e0 |
| Punten  | 25   | 18   | 15   | 12   | 10   | 8    | 6    | 4    | 2    | 1     |

### Klassement bij de coureurs
| Pos. | Nr. | Coureur           | Grands Prix | Grands Prix | Grands Prix | Grands Prix | Grands Prix | Grands Prix | Grands Prix | Grands Prix | Grands Prix | Grands Prix | Grands Prix | Grands Prix | Grands Prix | Grands Prix | Grands Prix | Grands Prix | Grands Prix | Grands Prix | Grands Prix | Grands Prix | Grands Prix | Punten |
| Pos. | Nr. | Coureur           | AUS         | BHR         | CHN         | RUS         | SPA         | MON         | CAN         | EUR         | OOS         | GBR         | HON         | DUI         | BEL         | ITA         | SIN         | MAL         | JPN         | VST         | MEX         | BRA         | ABU         | Punten |
| ---- | --- | ----------------- | ----------- | ----------- | ----------- | ----------- | ----------- | ----------- | ----------- | ----------- | ----------- | ----------- | ----------- | ----------- | ----------- | ----------- | ----------- | ----------- | ----------- | ----------- | ----------- | ----------- | ----------- | ------ |
| 1    | 6   | Nico Rosberg      | 1           | 1S          | 1P          | 1PS         | DNF         | 7           | 5S          | 1PS         | 4           | 3S          | 2P          | 4P          | 1P          | 1           | 1P          | 3S          | 1P          | 2           | 2           | 2           | 2           | 385    |
| 2    | 44  | Lewis Hamilton    | 2P          | 3P          | 7           | 2           | DNFP        | 1S          | 1P          | 5           | 1PS         | 1P          | 1           | 1           | 3S          | 2P          | 3           | DNFP        | 3           | 1P          | 1P          | 1P          | 1P          | 380    |
| 3    | 3   | Daniel Ricciardo  | 4S          | 4           | 4           | 11          | 4           | 2P          | 7           | 7           | 5           | 4           | 3           | 2S          | 2           | 5           | 2S          | 1           | 6           | 3           | 3S          | 8           | 5           | 256    |
| 4    | 5   | Sebastian Vettel  | 3           | DNS         | 2           | DNF         | 3           | 4           | 2           | 2           | DNF         | 9           | 4           | 5           | 6           | 3           | 5           | DNF         | 4S          | 4S          | 5           | 5           | 3S          | 212    |
| 5    | 33  | Max Verstappen    | 10          | 6           | 8           | DNF         | 1           | DNF         | 4           | 8           | 2           | 2           | 5           | 3           | 11          | 7           | 6           | 2           | 2           | DNF         | 4           | 3S          | 4           | 204    |
| 6    | 7   | Kimi Räikkönen    | DNF         | 2           | 5           | 3           | 2           | DNF         | 6           | 4           | 3           | 5           | 6S          | 6           | 9           | 4           | 4           | 4           | 5           | DNF         | 6           | DNF         | 6           | 186    |
| 7    | 11  | Sergio Pérez      | 13          | 16          | 11          | 9           | 7           | 3           | 10          | 3           | 17          | 6           | 11          | 10          | 5           | 8           | 8           | 6           | 7           | 8           | 10          | 4           | 8           | 101    |
| 8    | 77  | Valtteri Bottas   | 8           | 9           | 10          | 4           | 5           | 12          | 3           | 6           | 9           | 14          | 9           | 9           | 8           | 6           | DNF         | 5           | 10          | 16          | 8           | 11          | DNF         | 85     |
| 9    | 27  | Nico Hülkenberg   | 7           | 15          | 15S         | DNF         | DNF         | 6           | 8           | 9           | 19          | 7           | 10          | 7           | 4           | 10          | DNF         | 8           | 8           | DNF         | 7           | 7           | 7           | 72     |
| 10   | 14  | Fernando Alonso   | DNF         |             | 12          | 6           | DNF         | 5           | 11          | DNF         | 18          | 13          | 7           | 12          | 7           | 14S         | 7           | 7           | 16          | 5           | 13          | 10          | 10          | 54     |
| 11   | 19  | Felipe Massa      | 5           | 8           | 6           | 5           | 8           | 10          | DNF         | 10          | 20          | 11          | 18          | DNF         | 10          | 9           | 12          | 13          | 9           | 7           | 9           | DNF         | 9           | 53     |
| 12   | 55  | Carlos Sainz jr.  | 9           | DNF         | 9           | 12          | 6           | 8           | 9           | DNF         | 8           | 8           | 8           | 14          | DNF         | 15          | 14          | 11          | 17          | 6           | 16          | 6           | DNF         | 46     |
| 13   | 8   | Romain Grosjean   | 6           | 5           | 19          | 8           | DNF         | 13          | 14          | 13          | 7           | DNF         | 14          | 13          | 13          | 11          | DNS         | DNF         | 11          | 10          | 20          | DNS         | 11          | 29     |
| 14   | 26  | Daniil Kvjat      | DNS         | 7           | 3           | 15          | 10S         | DNF         | 12          | DNF         | DNF         | 10          | 16          | 15          | 14          | DNF         | 9           | 14          | 13          | 11          | 18          | 13          | DNF         | 25     |
| 15   | 22  | Jenson Button     | 14          | DNF         | 13          | 10          | 9           | 9           | DNF         | 11          | 6           | 12          | DNF         | 8           | DNF         | 12          | DNF         | 9           | 18          | 9           | 12          | 16          | DNF         | 21     |
| 16   | 20  | Kevin Magnussen   | 12          | 11          | 17          | 7           | 15          | DNF         | 16          | 14          | 14          | 17          | 15          | 16          | DNF         | 17          | 10          | DNF         | 14          | 12          | 17          | 14          | DNF         | 7      |
| 17   | 12  | Felipe Nasr       | 15          | 14          | 20          | 16          | 14          | DNF         | 18          | 12          | 13          | 15          | 17          | DNF         | 17          | DNF         | 13          | DNF         | 19          | 15          | 15          | 9           | 16          | 2      |
| 18   | 30  | Jolyon Palmer     | 11          | DNS         | 22          | 13          | 13          | DNF         | DNF         | 15          | 12          | DNF         | 12          | 19          | 15          | DNF         | 15          | 10          | 12          | 13          | 14          | DNF         | 17          | 1      |
| 19   | 94  | Pascal Wehrlein   | 16          | 13          | 18          | 18          | 16          | 14          | 17          | DNF         | 10          | DNF         | 19          | 17          | DNF         | DNF         | 16          | 15          | 22          | 17          | DNF         | 15          | 14          | 1      |
| 20   | 47  | Stoffel Vandoorne |             | 10          |             |             |             |             |             |             |             |             |             |             |             |             |             |             |             |             |             |             |             | 1      |
| 21   | 21  | Esteban Gutiérrez | DNF         | DNF         | 14          | 17          | 11          | 11          | 13          | 16          | 11          | 16          | 13          | 11          | 12          | 13          | 11          | DNF         | 20          | DNF         | 19          | DNF         | 12          | 0      |
| 22   | 9   | Marcus Ericsson   | DNF         | 12          | 16          | 14          | 12          | DNF         | 15          | 17          | 15          | DNF         | 20          | 18          | DNF         | 16          | 17          | 12          | 15          | 14          | 11          | DNF         | 15          | 0      |
| 23   | 31  | Esteban Ocon      |             |             |             |             |             |             |             |             |             |             |             |             | 16          | 18          | 18          | 16          | 21          | 18          | 21          | 12          | 13          | 0      |
| 24   | 88  | Rio Haryanto      | DNF         | 17          | 21          | DNF         | 17          | 15          | 19          | 18          | 16          | DNF         | 21          | 20          |             |             |             |             |             |             |             |             |             | 0      |
| Pos. | Nr. | Coureur           | AUS         | BHR         | CHN         | RUS         | SPA         | MON         | CAN         | EUR         | OOS         | GBR         | HON         | DUI         | BEL         | ITA         | SIN         | MAL         | JPN         | VST         | MEX         | BRA         | ABU         | Punten |
| Pos. | Nr. | Coureur           | Grands Prix |             |             |             |             |             |             |             |             |             |             |             |             |             |             |             |             |             |             |             |             | Punten |

| Resultaat                       |
| ------------------------------- |
| Winnaar                         |
| Tweede plaats                   |
| Derde plaats                    |
| Gefinisht (punten behaald)      |
| Gefinisht (geen punten behaald) |
| Niet geklasseerd (NC)           |
| Uitgevallen (DNF)               |
| Niet gekwalificeerd (DNQ)       |
| Gediskwalificeerd (DSQ)         |
| Niet gestart (DNS)              |
| Gewond (INJ)                    |
| Uitgesloten (EX)                |
| Teruggetrokken (WD)             |
| Niet deelgenomen (blanco cel)   |
| P Pole position                 |
| S Snelste ronde                 |

Opmerkingen:

* — Coureur is niet gefinisht in de GP, maar heeft wel 90% van de race-afstand afgelegd, waardoor hij als geklasseerd genoteerd staat.

### Klassement bij de constructeurs
| Pos. | Constructeur         | Nr. | Grands Prix | Grands Prix | Grands Prix | Grands Prix | Grands Prix | Grands Prix | Grands Prix | Grands Prix | Grands Prix | Grands Prix | Grands Prix | Grands Prix | Grands Prix | Grands Prix | Grands Prix | Grands Prix | Grands Prix | Grands Prix | Grands Prix | Grands Prix | Grands Prix | Punten |
| Pos. | Constructeur         | Nr. | AUS         | BHR         | CHN         | RUS         | SPA         | MON         | CAN         | EUR         | OOS         | GBR         | HON         | DUI         | BEL         | ITA         | SIN         | MAL         | JPN         | VST         | MEX         | BRA         | ABU         | Punten |
| ---- | -------------------- | --- | ----------- | ----------- | ----------- | ----------- | ----------- | ----------- | ----------- | ----------- | ----------- | ----------- | ----------- | ----------- | ----------- | ----------- | ----------- | ----------- | ----------- | ----------- | ----------- | ----------- | ----------- | ------ |
| 1    | Mercedes             | 6   | 1           | 1S          | 1P          | 1PS         | DNF         | 7           | 5S          | 1PS         | 4           | 3S          | 2P          | 4P          | 1P          | 1           | 1P          | 3S          | 1P          | 2           | 2           | 2           | 2           | 765    |
| 1    | Mercedes             | 44  | 2P          | 3P          | 7           | 2           | DNFP        | 1S          | 1P          | 5           | 1PS         | 1P          | 1           | 1           | 3S          | 2P          | 3           | DNFP        | 3           | 1P          | 1P          | 1P          | 1P          | 765    |
| 2    | Red Bull-TAG Heuer   | 3   | 4S          | 4           | 4           | 11          | 4           | 2P          | 7           | 7           | 5           | 4           | 3           | 2S          | 2           | 5           | 2S          | 1           | 6           | 3           | 3S          | 8           | 5           | 468    |
| 2    | Red Bull-TAG Heuer   | 26  | DNS         | 7           | 3           | 15          |             |             |             |             |             |             |             |             |             |             |             |             |             |             |             |             |             | 468    |
| 2    | Red Bull-TAG Heuer   | 33  |             |             |             |             | 1           | DNF         | 4           | 8           | 2           | 2           | 5           | 3           | 11          | 7           | 6           | 2           | 2           | DNF         | 4           | 3S          | 4           | 468    |
| 3    | Ferrari              | 5   | 3           | DNS         | 2           | DNF         | 3           | 4           | 2           | 2           | DNF         | 9           | 4           | 5           | 6           | 3           | 5           | DNF         | 4S          | 4S          | 5           | 5           | 3S          | 398    |
| 3    | Ferrari              | 7   | DNF         | 2           | 5           | 3           | 2           | DNF         | 6           | 4           | 3           | 5           | 6S          | 6           | 9           | 4           | 4           | 4           | 5           | DNF         | 6           | DNF         | 6           | 398    |
| 4    | Force India-Mercedes | 11  | 13          | 16          | 11          | 9           | 7           | 3           | 10          | 3           | 17          | 6           | 11          | 10          | 5           | 8           | 8           | 6           | 7           | 8           | 10          | 4           | 8           | 173    |
| 4    | Force India-Mercedes | 27  | 7           | 15          | 15S         | DNF         | DNF         | 6           | 8           | 9           | 19          | 7           | 10          | 7           | 4           | 10          | DNF         | 8           | 8           | DNF         | 7           | 7           | 7           | 173    |
| 5    | Williams-Mercedes    | 19  | 5           | 8           | 6           | 5           | 8           | 10          | DNF         | 10          | 20          | 11          | 18          | DNF         | 10          | 9           | 12          | 13          | 9           | 7           | 9           | DNF         | 9           | 138    |
| 5    | Williams-Mercedes    | 77  | 8           | 9           | 10          | 4           | 5           | 12          | 3           | 6           | 9           | 14          | 9           | 9           | 8           | 6           | DNF         | 5           | 10          | 16          | 8           | 11          | DNF         | 138    |
| 6    | McLaren-Honda        | 14  | DNF         |             | 12          | 6           | DNF         | 5           | 11          | DNF         | 18          | 13          | 7           | 12          | 7           | 14S         | 7           | 7           | 16          | 5           | 13          | 10          | 10          | 76     |
| 6    | McLaren-Honda        | 22  | 14          | DNF         | 13          | 10          | 9           | 9           | DNF         | 11          | 6           | 12          | DNF         | 8           | DNF         | 12          | DNF         | 9           | 18          | 9           | 12          | 16          | DNF         | 76     |
| 6    | McLaren-Honda        | 47  |             | 10          |             |             |             |             |             |             |             |             |             |             |             |             |             |             |             |             |             |             |             | 76     |
| 7    | Toro Rosso-Ferrari   | 26  |             |             |             |             | 10S         | DNF         | 12          | DNF         | DNF         | 10          | 16          | 15          | 14          | DNF         | 9           | 14          | 13          | 11          | 18          | 13          | DNF         | 63     |
| 7    | Toro Rosso-Ferrari   | 33  | 10          | 6           | 8           | DNF         |             |             |             |             |             |             |             |             |             |             |             |             |             |             |             |             |             | 63     |
| 7    | Toro Rosso-Ferrari   | 55  | 9           | DNF         | 9           | 12          | 6           | 8           | 9           | DNF         | 8           | 8           | 8           | 14          | DNF         | 15          | 14          | 11          | 17          | 6           | 16          | 6           | DNF         | 63     |
| 8    | Haas-Ferrari         | 8   | 6           | 5           | 19          | 8           | DNF         | 13          | 14          | 13          | 7           | DNF         | 14          | 13          | 13          | 11          | DNS         | DNF         | 11          | 10          | 20          | DNS         | 11          | 29     |
| 8    | Haas-Ferrari         | 21  | DNF         | DNF         | 14          | 17          | 11          | 11          | 13          | 16          | 11          | 16          | 13          | 11          | 12          | 13          | 11          | DNF         | 20          | DNF         | 19          | DNF         | 12          | 29     |
| 9    | Renault              | 20  | 12          | 11          | 17          | 7           | 15          | DNF         | 16          | 14          | 14          | 17          | 15          | 16          | DNF         | 17          | 10          | DNF         | 14          | 12          | 17          | 14          | DNF         | 8      |
| 9    | Renault              | 30  | 11          | DNS         | 22          | 13          | 13          | DNF         | DNF         | 15          | 12          | DNF         | 12          | 19          | 15          | DNF         | 15          | 10          | 12          | 13          | 14          | DNF         | 17          | 8      |
| 10   | Sauber-Ferrari       | 9   | DNF         | 12          | 16          | 14          | 12          | DNF         | 15          | 17          | 15          | DNF         | 20          | 18          | DNF         | 16          | 17          | 12          | 15          | 14          | 11          | DNF         | 15          | 2      |
| 10   | Sauber-Ferrari       | 12  | 15          | 14          | 20          | 16          | 14          | DNF         | 18          | 12          | 13          | 15          | 17          | DNF         | 17          | DNF         | 13          | DNF         | 19          | 15          | 15          | 9           | 16          | 2      |
| 11   | MRT-Mercedes         | 31  |             |             |             |             |             |             |             |             |             |             |             |             | 16          | 18          | 18          | 16          | 21          | 18          | 21          | 12          | 13          | 1      |
| 11   | MRT-Mercedes         | 88  | DNF         | 17          | 21          | DNF         | 17          | 15          | 19          | 18          | 16          | DNF         | 21          | 20          |             |             |             |             |             |             |             |             |             | 1      |
| 11   | MRT-Mercedes         | 94  | 16          | 13          | 18          | 18          | 16          | 14          | 17          | DNF         | 10          | DNF         | 19          | 17          | DNF         | DNF         | 16          | 15          | 22          | 17          | DNF         | 15          | 14          | 1      |
| Pos. | Constructeur         | Nr. | AUS         | BHR         | CHN         | RUS         | SPA         | MON         | CAN         | EUR         | OOS         | GBR         | HON         | DUI         | BEL         | ITA         | SIN         | MAL         | JPN         | VST         | MEX         | BRA         | ABU         | Punten |
| Pos. | Constructeur         | Nr. | Grands Prix |             |             |             |             |             |             |             |             |             |             |             |             |             |             |             |             |             |             |             |             | Punten |

| Resultaat                       |
| ------------------------------- |
| Winnaar                         |
| Tweede plaats                   |
| Derde plaats                    |
| Gefinisht (punten behaald)      |
| Gefinisht (geen punten behaald) |
| Niet geklasseerd (NC)           |
| Uitgevallen (DNF)               |
| Niet gekwalificeerd (DNQ)       |
| Gediskwalificeerd (DSQ)         |
| Niet gestart (DNS)              |
| Gewond (INJ)                    |
| Uitgesloten (EX)                |
| Teruggetrokken (WD)             |
| Niet deelgenomen (blanco cel)   |
| P Pole position                 |
| S Snelste ronde                 |

Opmerkingen:

* — Coureur is niet gefinisht in de GP, maar heeft wel 90% van de raceafstand afgelegd, waardoor hij als geklasseerd genoteerd staat.
1950 · 1951 · 1952 · 1953 · 1954 · 1955 · 1956 · 1957 · 1958 · 1959 · 1960 · 1961 · 1962 · 1963 · 1964 · 1965 · 1966 · 1967 · 1968 · 1969 · 1970 · 1971 · 1972 · 1973 · 1974 · 1975 · 1976 · 1977 · 1978 · 1979 · 1980 · 1981 · 1982 · 1983 · 1984 · 1985 · 1986 · 1987 · 1988 · 1989 · 1990 · 1991 · 1992 · 1993 · 1994 · 1995 · 1996 · 1997 · 1998 · 1999 · 2000 · 2001 · 2002 · 2003 · 2004 · 2005 · 2006 · 2007 · 2008 · 2009 · 2010 · 2011 · 2012 · 2013 · 2014 · 2015 · 2016 · 2017 · 2018 · 2019 · 2020 · 2021 · 2022 · 2023 · 2024 · 2025 · 2026 
 Lijst van Formule 1 Grand Prix-wedstrijden